# هانس كراوس
هانس كراوس (بالألمانية: Hansi Kraus)‏ (و. 1952  م) هو ممثل مسرحي، وممثل أفلام، وممثل تلفزي ألماني، ولد في غليفيتسه.

## وصلات خارجية
- هانس كراوس على موقع IMDb (الإنجليزية)
- هانس كراوس على موقع ألو سيني (الفرنسية)
- هانس كراوس على موقع أول موفي (الإنجليزية)
- هانس كراوس على موقع قاعدة بيانات الفيلم (الإنجليزية)
- هانس كراوس على موقع كينوبويسك (الروسية)